# Протонефриди
Протонефридите са чифтни отделителни органи при плоските червеи, ротифери, приапулиди, някои прешленести червеи и други, които осъществяват филтрирането и изхвърлянето на непотребните вещества от организма. Началото (проксимална част) е съставено от множество единични клетки наречени циртоцити и канална клетка, които образуват своеобразен филтриращ апарат. Надолу се образува система от каналчета, последните от които са два главни събирателни канала.